# 인터셉터 2
《인터 셉터 2》(Aurora: Operation Intercept)는 미국에서 제작된 폴 레빈 감독의 1995년 액션, 드라마 영화이다. 브루스 페인 등이 주연으로 출연하였고 올리버 G. 헤스 등이 제작에 참여하였다.
이 영화의 영어 원제에서 언급되는 Aurora(오로라)는 그룸레이크(Groom Lake)에 위치한 기밀에 부쳐진 하이퍼소닉 군용 항공기이다. 영화 속에서 이 항공기는 백악관 파괴를 시도하는 한 러시아 테러리스트에 의해 도난당한다.

## 출연

### 주연
- 브루스 페인
- 나탈리아 앤드레이첸코

### 조연
- 랜스 헨릭슨
- 존 스톡웰
- 마이클 챔피온
- 데니스 크리스토퍼
- 코빈 번슨
- 커트 로웬스
- 코린 보러
- 존 프로스키
- 존 샤디어트
- 딘 하웰
- 캐서린 모팻
- 릭 스캐리
- 다릴 키스 로치
- 터커 스몰우드
- 제프리 칼슨
- 배리 제틀린

## 기타
- 공동제작: 폴라 M. 베스
- 협력프로듀서: 이반 캣
- 미술: 파멜라 마코트
- 세트: 지니 건
- 의상: 트리샤 그레이
- 배역: 펀 챔피온
- 배역: 돈 스테인버그